# Hugo VII de Lusignan
Hugo VII el Moreno de Lusignan o Hugues II de La Marche (francés: Hugues le Brun) (1065-1151), Sire de Lusignan, Couhé y Château-Larcher y conde de La Marche, era hijo de Hugo VI de Lusignan. Fue uno de los muchos destacados Cruzados de la familia Lusignan. Tomó la Cruz en  1147 para seguir a Luis VII de Francia en la Segunda Cruzada.
Antes de Hugh casó antes 1090 contrajo matrimonio con Sarrasine o Saracena de Lezay (1067–1144), cuyos orígenes son desconocidos. Pudo haber sido la misma Saracena viuda de Roberto I de Sanseverino. Tuvieron los siguientes hijos:
- Hugo VIII de Lusignan [2]
- Guillermo de Lusignan, Señor de Ángles[3]
- Rorgo de Lusignan[2]
- Simon de Lusignan, Seigneur de Lezay, fl. 1144
- Galeran de Lusignan
- ÆNi o Aénor de Lusignan (b. c. 1130)

Es mencionado por el trovador Jaufre Rudel en el envoi de "Quan lo rius de la fontana":